# Siêu động đất rãnh Nankai
Siêu động đất rãnh Nankai (南海トラフ巨大地震 Nankai Torafu Kyodai Jishin) là một thuật ngữ chỉ những trận siêu động đất xảy ra dọc theo đứt gãy Nankai – nằm dưới rãnh Nankai, Nhật Bản. Đứt gãy này là nơi tiếp giáp giữa hai mảng kiến tạo: mảng biển Philippines đang chìm xuống do tác động của quá trình hút chìm và mảng Amurian (một phần của mảng Á - Âu), kéo dài từ phía trên xuống phía tây nam đảo Honshu.

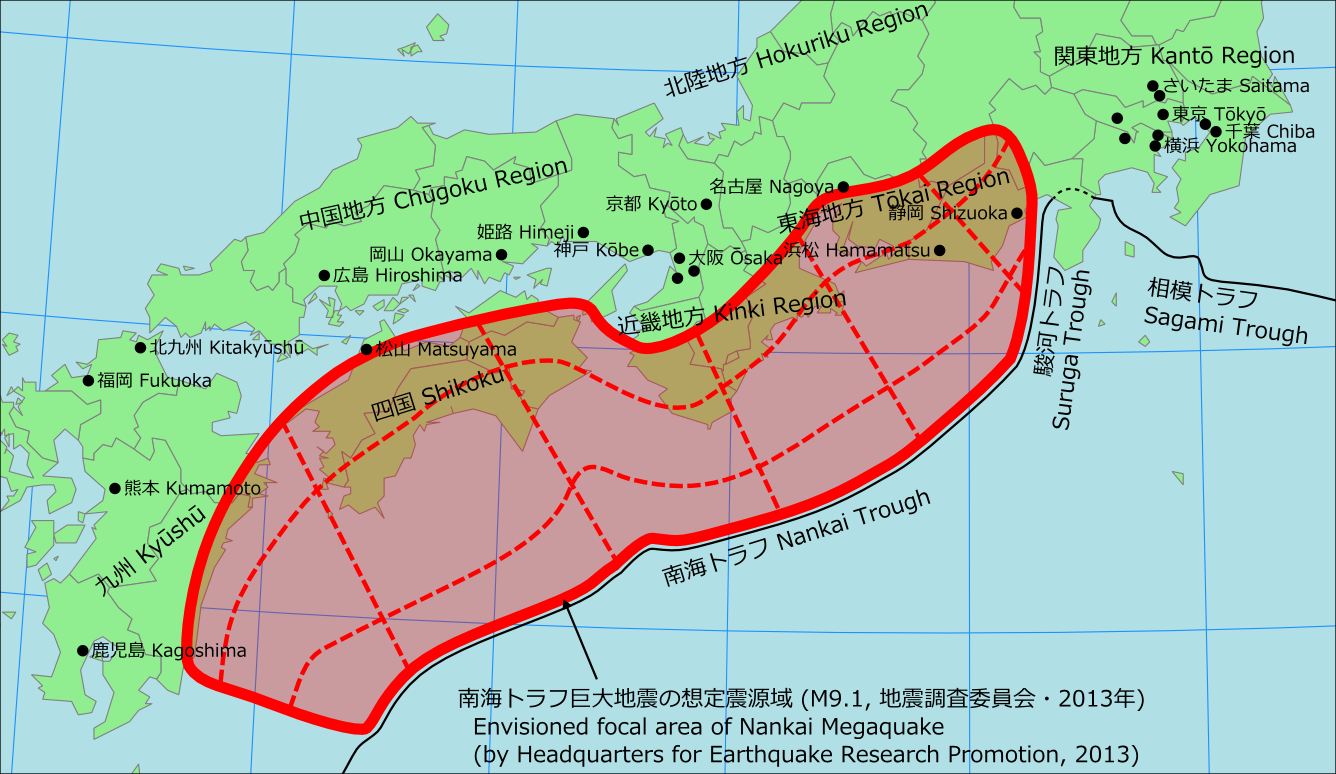
Hình ảnh mô tả khu vực dự đoán sẽ là tâm chấn của một trận động đất lớn có cường độ 9,1 độ richter dọc theo rãnh Nankai.</br>Hình ảnh: Trung tâm Thúc đẩy Nghiên cứu Động đất (2013).

Đứt gãy Nankai được chia thành năm đoạn với ba khu vực và chúng có thể là những đứt gãy riêng lẻ hoặc là những đứt gãy lớn tạo thành những mảng. Tùy thuộc vào vị trí đứt gãy, các trận động đất sẽ được phân thành ba loại từ theo thứ tự từ tây sang đông gồm: động đất Nankai, động đất Tōnankai và động đất Tōkai.
Các trận động đất này thường xảy ra với chu kỳ khoảng 90 – 200 năm một lần và thường đi theo cặp. Có thể hiểu rằng một trận động đất ở một phần của đứt gãy sẽ kích hoạt một trận động đất khác ở một phần khác của đứt gãy. Ví dụ như trận động đất Ansei – Tōkai năm 1854 xảy ra ngay trước trận động đất Ansei – Nankai năm 1854 chỉ một ngày; hay như trận động đất Tōnankai năm 1944 và trận động đất Nankaidō năm 1946. Mặt khác, cũng có trường hợp được ghi nhận như trận động đất Hōei năm 1707 thay vì xảy ra trên một vài đứt gãy như thông thường, trận động đất này đã xảy ra trên toàn bộ những đứt gãy. Tất cả những trận động đất lớn này đều gây ra những cơn sóng thần tàn phá và đặc biệt nguy hiểm do dân số Nhật Bản tập trung đông đúc ở vành đai Thái Bình Dương; nhất là tại các thành phố ven biển như Tokyo, Yokohama và Osaka – ba thành phố đông dân nhất Nhật Bản. Khu vực này vẫn đang có những hoạt động địa chấn mạnh mẽ và các trận động đất trong tương lai được dự đoán là sẽ xảy ra với nguy cơ cao gây ra những thiệt hại rất lớn.

## Nguy cơ động đất trong tương lai

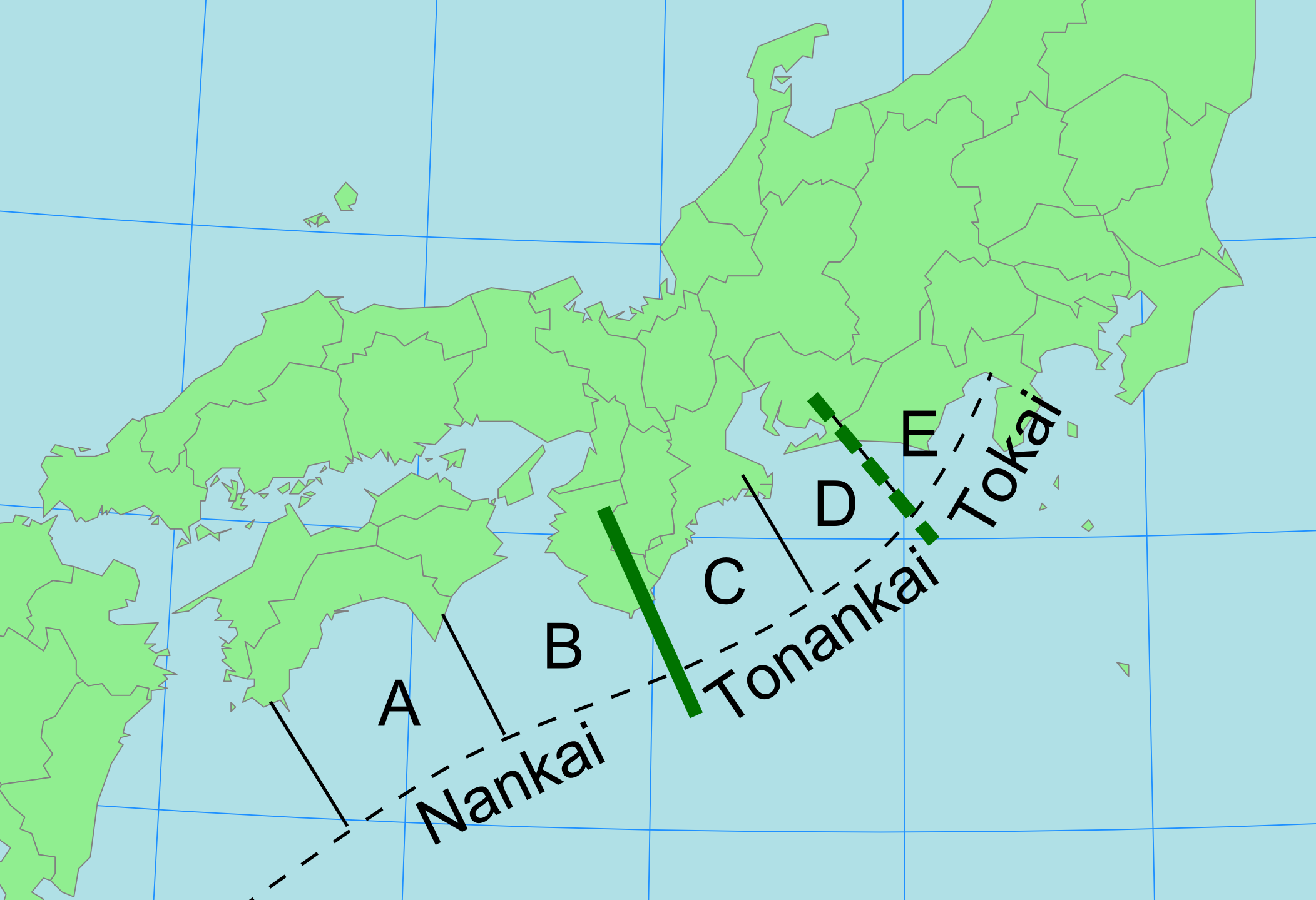
Các vùng đứt gãy ở rãnh Nankai và các trận động đất tương ứng.

Phần cực đông bắc của rãnh Nankai, đoạn E, đã không bị đứt gãy kể từ năm 1854. Một trận động đất lớn trong tương lai có thể xảy ra dọc theo đoạn này và có thể cả các đoạn đứt gãy khác và chúng được đánh giá là một trong những mối nguy hiểm lớn đối với bờ biển phía nam của đảo Honshu, Nhật Bản. Theo một nghiên cứu được thực hiện vào năm 1999, xác suất xảy ra một trận động đất lớn ở khu vực Tokai trong giai đoạn 2000 – 2010 được ước tính trong khoảng 0,35 – 0,45. Mặc dù không có một dự báo về mặt khoa học nào chắc chắn về thời điểm một trận động đất như vậy sẽ xảy ra nhưng chính quyền các địa phương đã có những hành động để chuẩn bị cho người dân đối phó với điều mà họ coi là không thể tránh khỏi.
Sau trận động đất tại Miyazaki vào tháng 8 năm 2024, Cơ quan Khí tượng Nhật Bản (JMA) đã cảnh báo rằng nguy cơ xảy ra một trận động đất lớn trên mảng Nankai là "cao hơn bình thường một chút" và lần đầu tiên trong lịch sử Nhật Bản đã đưa ra cảnh báo "thận trọng". Đồng thời, cơ quan này cũng nhấn mạnh rằng trận động đất như vậy không dễ xảy ra, mặc dù xác suất của chúng trong thời điểm này là cao hơn bình thường.

### Tác động tiềm ẩn
Chính phủ Nhật Bản ước tính rằng một trận động đất lớn trên rãnh Nankai có thể gây ra thiệt hại trực tiếp lên tới 169,5 nghìn tỷ yên và thiệt hại kinh tế trong năm tiếp theo là 50,8 nghìn tỷ yên. Một nghiên cứu của Hiệp hội Kỹ sư Xây dựng Nhật Bản được thực hiện trong năm 2018 đã ước tính thiệt hại dài hạn từ trận động đất có thể lên tới 1.240 nghìn tỷ yên trong vòng 20 năm. Người ta dự đoán rằng thiệt hại kinh tế có thể cao gấp 10 lần so với trận động đất và sóng thần Tōhoku năm 2011. Số người chết có thể lên tới 323.000 người.